# Đảng Xã hội chủ nghĩa Mỹ
Đảng Xã hội chủ nghĩa Mỹ (tiếng Anh: Socialist Party of America (SPA)) là một đảng phái chính trị theo hệ tư tưởng xã hội chủ nghĩa ở Hoa Kỳ và một bộ phận ở Hoa Kỳ của Quốc tế xã hội chủ nghĩa. Đảng được thành lập vào năm 1901 do sự sáp nhập của Đảng Dân chủ Xã hội chủ nghĩa của Eugene V. Debs, được thành lập ba năm trước đó bởi các cựu công nhân của cuộc đình công Pullman trong Liên hiệp đường sắt của Mỹ, và một số người bất mãn từ Đảng Lao động Xã hội chủ nghĩa Mỹ. Đảng đã bị giải thể 1973 sau các mâu thuẫn kéo dài về cuộc chiến tranh Việt Nam.
Trong những thập niên cuối cùng của đảng, các thành viên của đảng, trong số đó có nhiều người nổi bật trong các các phong trào về quyền lao động, hòa bình, dân quyền và các phong trào tự do dân sự, về cơ bản không đồng ý về mối quan hệ giữa phong trào người lao động và Đảng Dân chủ với phong trào xã hội chủ nghĩa quốc tế, và về phương thức tốt nhất để thúc đẩy dân chủ ở nước ngoài. Trong những năm 1970-1973, những khác biệt chiến lược đã trở nên khẩn cấp và Đảng đã thay đổi tên thành Đảng Dân chủ Xã hội Hoa Kỳ. Một số cựu lãnh đạo hình thành các tổ chức xã hội chủ nghĩa riêng biệt, như Ủy ban Tổ chức Xã hội chủ nghĩa Dân chủ (Democratic Socialist Organizing Committee) và Đảng Xã hội chủ nghĩa Hoa Kỳ.

## Lịch sử

### Ban đầu
Từ năm 1901 cho đến khi chiến tranh thế giới thứ nhất bùng nổ, Đảng Xã hội chủ nghĩa theo chính quan điểm của họ là đảng thứ ba thành công nhất trong thế kỷ 20 ở Hoa Kỳ, với hàng ngàn quan chức ở các địa phương. Có hai đảng viên, Meyer London từ New York và Victor L. Berger từ Wisconsin, là thành viên của Quốc hội; hơn 70 thị trưởng và nhiều đại biểu quốc hội tiểu bang và các thành viên hội đồng thành phố. Các tổ chức xã hội chủ nghĩa mạnh nhất ở vùng Trung Tây, đặc biệt ở Oklahoma và Wisconsin.
Chương trình của các thành viên đầu tiên dao động từ một xã hội chủ nghĩa cho công nhân, đại diện là chủ tịch đảng của New York, Morris Hillquit và nghị sĩ Berger, đến một công đoàn xã hội chủ nghĩa quá khích của IWW như Bill Haywood và một chủ nghĩa nông nghiệp không tưởng như Julius Wayland. Đảng viên gồm có công đoàn viên, thợ mỏ, người di dân và giới trí thức. Các nhóm vào thời điểm đó đã có một mối quan hệ căng thẳng với công đoàn AFL. Trong khi công đoàn này bề ngoài chống lại chủ nghĩa xã hội, các nhà lãnh đạo đảng như Berger và Hillquit kêu gọi làm việc chung với AFL, với hy vọng sẽ thành lập một đảng của người lao động được ủng hộ rộng rãi. Dẫn đầu là đồng minh trong AFL như Max Hayes, chủ tịch của công đoàn ấn loát quốc tế. Những nỗ lực này, tuy nhiên, bị nhiều người trong Đảng Xã hội khinh rẻ.
Vào ngày 16 tháng 6 năm 1918, nhà lãnh đạo đảng Eugene Debs Victor trong một bài phát biểu ở Canton, Ohio, đã phản đối chiến tranh thế giới thứ nhất. Ông đã bị bắt vì bị cho là đã vi phạm Đạo luật Phản loạn năm 1918, trong đó bất kỳ lời chỉ trích về chính sách chiến tranh của chính phủ cũng là một tội phạm. Ông đã bị kết án 10 năm tù giam. Việc từ chối tham gia Chiến tranh thế giới thứ nhất làm suy giảm số thành viên trong các thành viên cũ. Hy vọng là số thành viên có gốc từ các nước dính líu vào cuộc Cách mạng Tháng Mười sẽ gia tăng, chỉ là ảo tưởng, bởi vì những thành viên này đã bỏ sang Đảng Lao động Cộng sản. Đảng cũng mất một số nhà hoạt động tài ba nhất của họ, là những người đồng ý Mỹ tham dự vào chiến tranh thế giới thứ nhất. Họ bao gồm Walter Lippmann, John Spargo, George Phelps Stokes và William English Walling. Họ thành lập một nhóm tự gọi mình là Đảng Quốc gia với hy vọng sẽ được nhập lại với phần còn lại của Đảng Tiến bộ của Theodore Roosevelt và Đảng Cấm dùng rượu mạnh.

### Loại trừ những người ủng hộ Bolshevik
Trong tháng 1 năm 1919 Lenin mời cánh tả của Đảng Xã hội dự ngày thành lập Quốc tế cộng sản.
Cánh tả tổ chức vào tháng 6 năm 1919 một cuộc hội đàm để lấy lại sự kiểm soát của đảng. Điều này được thực hiện bằng cách yêu cầu các bộ phận của đảng, những người đã bị trục xuất, được trở lại vị trí của họ. Nhưng có những nhóm tả, trong đó cuối cùng cả Charles Ruthenberg và Louis Fraina tham dự, đã thành lập tại hội nghị riêng của họ ở Chicago, vào ngày 02 tháng 9 năm 1919, Đảng Cộng sản Mỹ (CPA). Đồng thời một nhóm chung quanh Alfred Wagenknecht thành lập Đảng Lao động Cộng sản, mà trong năm 1920 hợp lại với nhiều phần của CPA, và 1921 với những phần còn lại của CPA.
Trong khi đó, John Reed và Benjamin Gitlow bày kế hoạch để phá hoại Đại hội Đảng xã hội chủ nghĩa. Được chỉ điểm, những người phụ trách đã báo cho cảnh sát đến mang những người theo cánh tả ra khỏi đại sảnh. Các đại biểu còn lại phe tả cũng rời khỏi hội trường và gặp gỡ các đại biểu bị loại trừ. Điều này dẫn đến việc thành lập Đảng Lao động Cộng sản vào ngày 1 tháng 9 năm 1919.

### Chiến dịch bầu cử
Từ 1904-1912 Eugene V. Debs tham gia vào các cuộc bầu cử tổng thống ở Hoa Kỳ như một ứng cử viên của Đảng Xã hội chủ nghĩa. Kết quả tốt nhất đạt được là cuộc tranh cử vào năm 1912, khi Debs giành được 6% số phiếu cho đảng của ông. Năm 1920 Debs xuất hiện trở lại như một ứng cử viên tổng thống; lần này từ nhà tù, nơi ông ngồi tù vì đã công khai chống lại sự tham dự của Hoa Kỳ vào cuộc chiến tranh thế giới thứ nhất. Ông nhận được 919.799 phiếu, chiếm 3,4% số phiếu, chỉ ít hơn cuộc bầu cử năm 1912 một chút. Debs vào dịp Giáng sinh 1921 được Tổng thống Mỹ Warren G. Harding ân xá.
Năm 1924 không có ứng cử viên tổng thống của Đảng Xã hội. Họ giúp đỡ AFL và tổ chức "huynh đệ đường sắt" trong việc hỗ trợ ứng cử viên của Đảng Thăng Tiến, Thượng nghị sĩ Robert M. La Follette từ Wisconsin. Dưới sự lãnh đạo của Debs và Hillquit các nhà xã hội Mỹ theo gương của các nhà xã hội chủ nghĩa từ Anh Quốc, họ chỉ cần một vài năm để thành lập đảng Lao động. Mặc dù có những lời kêu gọi chân thành của Debs và Hillquit, đảng mới lập tan rã một lần nữa vào năm 1926.
Năm 1928 Đảng Xã hội chủ nghĩa lại một mình tham dự vào cuộc bầu cử tổng thống. Các lãnh đạo của Đảng tại thời điểm đó đã có Norman Thomas, một mục sư từ Harlem và người sáng lập của tổ chức nhân quyền "American Civil Liberties Union". Thomas vẫn là ứng cử viên tổng thống của đảng cho đến sau khi Chiến tranh Thế giới II kết thúc.

### Theo về bên tả
Trong thời kỳ Đại khủng hoảng, đảng có một sự gia tăng lớn về số thành viên, đặc biệt là giới trẻ. (từ dưới 8 ngàn lên tới gần 17 ngàn đảng viên)  Các nhà lãnh đạo giới trẻ chả bao lâu có quan điểm là nên hòa giải và thống nhất với CPUSA trong khi vẫn duy trì chính sách mặt trận thống nhất của Quốc tế cộng sản. Lãnh đạo của Mặt trận thống nhất là Reinhold Niebuhr, Andrew Biemiller, Daniel Hoan và Gus Tyler. Nhiều người trong số những người này trở thành thành viên sáng lập của "Người Mỹ cho Hành động Dân chủ" (ADA), một tổ chức trọng tự do trong thời gian Chiến tranh Lạnh. Những người quá khích chiến thắng tại đại hội đảng của Đảng xã hội chủ nghĩa ở Detroit vào tháng 6 năm 1934. Họ làm cho giới già chống đối của Louis Waldman và David Dubinsky càng mau ra khỏi đảng và mong muốn thành lập một đảng nông dân lao động quốc gia, dẫn đầu là Huey Pierce Long. Sau khi ước nguyện thất bại, các nhà lãnh đạo của giới già thành lập Liên đoàn Dân chủ Xã hội năm 1936 và hỗ trợ vô tình Franklin D. Roosevelt.
Tại thời điểm này, nhóm quá khích đã bơi theo một làn sóng thành công như Roosevelt khi duy trì chiến lược Mặt trận Nhân dân (mục tiêu cộng sản được cải trang thông qua hợp tác với các đảng dân chủ xã hội và tư sản) Đảng lúc này được hỗ trợ bởi sự gia nhập của nhiều người Mỹ hâm mộ Leon Trotsky thuộc nhóm James P. Cannon và Max Shachtman. Các Trotskist gây ra tình trạng hỗn loạn trong nội bộ đảng, đặc biệt kể từ khi đa số thanh niên đã theo các quan điểm của họ, mà cuối cùng dẫn đến việc họ bị loại trừ trong năm 1938.

### Thu hẹp
Từ năm 1940, chỉ còn có một bộ phận nòng cốt ở lại. Năm 1948, Norman Thomas tham dự chiến dịch tranh cử cuối cùng của ông, sau đó ông đã trở thành một người ủng hộ quan trọng của tinh thần tự do sau chiến tranh. Đảng Xã hội chủ nghĩa đã đạt được vài thắng lợi địa phương ở Milwaukee, Bridgeport (Connecticut) và Reading (Pennsylvania). Tại New York các ứng cử viên của họ thường tranh cử trong danh sách của đảng tự do. 1956 đảng lại hòa giải và thống nhất lại với liên đoàn dân chủ xã hội. 1958 đảng chấp nhận những thành viên của liên minh Xã hội chủ nghĩa độc lập vào hàng ngũ của mình, mà trước đây được lãnh đạo bởi những người thân cận của Trotsky, như Max Shachtman. Mặc dù ông dần có quan điểm dân chủ xã hội, Shachtman ngoài mặt vẫn theo chính sách của những người cộng sản, chủ yếu là Trotskyist xâm nhập vào các đảng khác (Entryism), mà ông đại diện kể từ năm 1930. Những người trẻ ủng hộ Shachtman như Bayard Rustin đã có thể mang lại sinh lực mới trong đảng và giúp nó đóng một vai trò tích cực trong các phong trào dân quyền.

### Phân chia
Vào cuối những năm 1960, Đảng Xã hội rơi vào vòng kiểm soát của những người ủng hộ Shachtman, người hỗ trợ chiến tranh Việt Nam và cánh hữu của Đảng Dân chủ, dẫn đầu bởi Scoop Jackson, khác với nhóm "cánh tả mới". Sau các cuộc xung đột kéo dài và vất vả, họ giành được trong năm 1973 đầy đủ quyền kiểm soát đảng và đổi tên là Người Dân chủ Xã hội Hoa Kỳ (SDUSA).
Trong khi đó, nhóm Michael Harrington thành lập Ủy ban tổ chức xã hội chủ nghĩa dân chủ (sau này sau khi sáp nhập với Phong trào Hoa Kỳ mới 1983 để thành lập Xã hội chủ nghĩa Dân chủ Mỹ, DSA) , mà cũng làm việc trong Đảng Dân chủ, nhưng chỉ trong cánh tả của họ được lãnh đạo bởi George McGovern. Họ đã có một số thành công trong thập niên 1970, nhưng phụ thuộc vào địa vị của Harrington và sau đó từ sự hỗ trợ Jesse Jackson. Một phần thứ ba của đảng cũ, dẫn đầu bởi nhà hoạt động chống chiến tranh nổi tiếng David McReynolds, đòi lấy tên Đảng Xã hội chủ nghĩa Hoa Kỳ (SPUSA) . Đảng Xã hội chủ nghĩa này có gần 1.500 thành viên, đại diện cho vị trí cánh tả xã hội chủ nghĩa, thường ứng cử vào các cơ quan công cộng, nhưng không có nhiều thành công.